# Guillermo de Módena

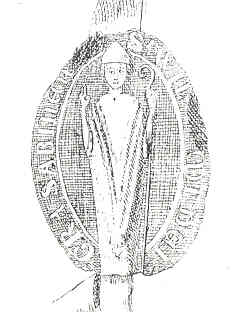
Sello de Guillermo de Sabina.

Guillermo de Módena (Piamonte, ca. 1184 – 31 de marzo de 1251) fue un clérigo italiano y diplomático de los Estados Pontificios. Entre 1219 y 1222 fue vicecanciller de la Santa Sede, y en el año de 1222 fue nombrado obispo de Módena. Con el fin de dedicarse a la diplomacia, dimitió de su sede episcopal y el 28 de mayo de 1244 fue nombrado cardenal obispo de Sabina por el papa Inocencio IV (por lo que también se le llama Guillermo de Sabina).
Fue frecuentemente empleado como legado pontificio por los papas Honorio III y Gregorio IX, especialmente en Livonia, donde, para resolver los conflictos generados por la Cruzada de Livonia de 1225, organizó la Terra Mariana, creando el obispado de Ösel-Wiek como parte de la Confederación livonia (1228). En 1243, en la región de Prusia, creó los obispados de Culm (Chelmno), Pomesania, Ermeland y Sambia. En 1247, en el reino de Noruega, coronó al rey Haakon IV. En 1248, en el reino de Suecia, participó en el sínodo de Skänninge, donde se organizaron los primeros cabildos catedralicios y se estableció el celibato eclesiástico.